# Operatie Barclay
Operatie Barclay was de codenaam voor een geallieerd misleidingsplan tijdens de Tweede Wereldoorlog.

## Geschiedenis
Met de geplande invasie van Sicilië, die in 1943 zou plaatsvinden, wilden de geallieerden voor verwarring zorgen bij de Duitse militaire leiding. Onder de codenaam "Barclay" werden valse radioberichten verspreid die de Duitsers deden geloven dat de volgende geallieerde invasie zou plaatsvinden op de Balkan of de Franse Rivièra en dat er al grote troepenverplaatsingen plaatsvonden in de richting van die gebieden. Mede door deze berichten hielden de Duitsers reserves in Zuid-Frankrijk en op de Balkan, terwijl de werkelijke landing op Sicilië plaatsvond op 10 juli 1943.
Een van de bekendste operaties die onder Barclay vielen was Operatie Mincemeat, waarbij men een dode drenkeling met documenten op de Spaanse kust liet aanspoelen.